# 阿紹湖
阿紹湖是俄羅斯的湖泊，由普斯科夫州負責管轄，面積5.29平方公里，集水區面積126平方公里，平均水深3米，最大水深6米，該湖是多種魚類的棲息地。